# Рубін Окоті
Рубін Окоті (нім. Rubin Okotie, нар. 6 червня 1987, Карачі) — австрійський футболіст, нападник клубу «Мюнхен 1860», а також національної збірної Австрії.

## Клубна кар'єра
Народився 6 червня 1987 року в пакистанському місті Карачі в родині нігерійця і австрійки. Перші чотири роки свого життя в іспанському місті Барселона, після чого переїхав на батьківщину матері у Австрію.
Розпочав займатись футболом в столичній куоманді «Вінер Вікторія», з якої 1998 року перейшов в академію «Рапіда» (Відень), а закінчив навчання 2005 року у школі столичної «Аустрії».

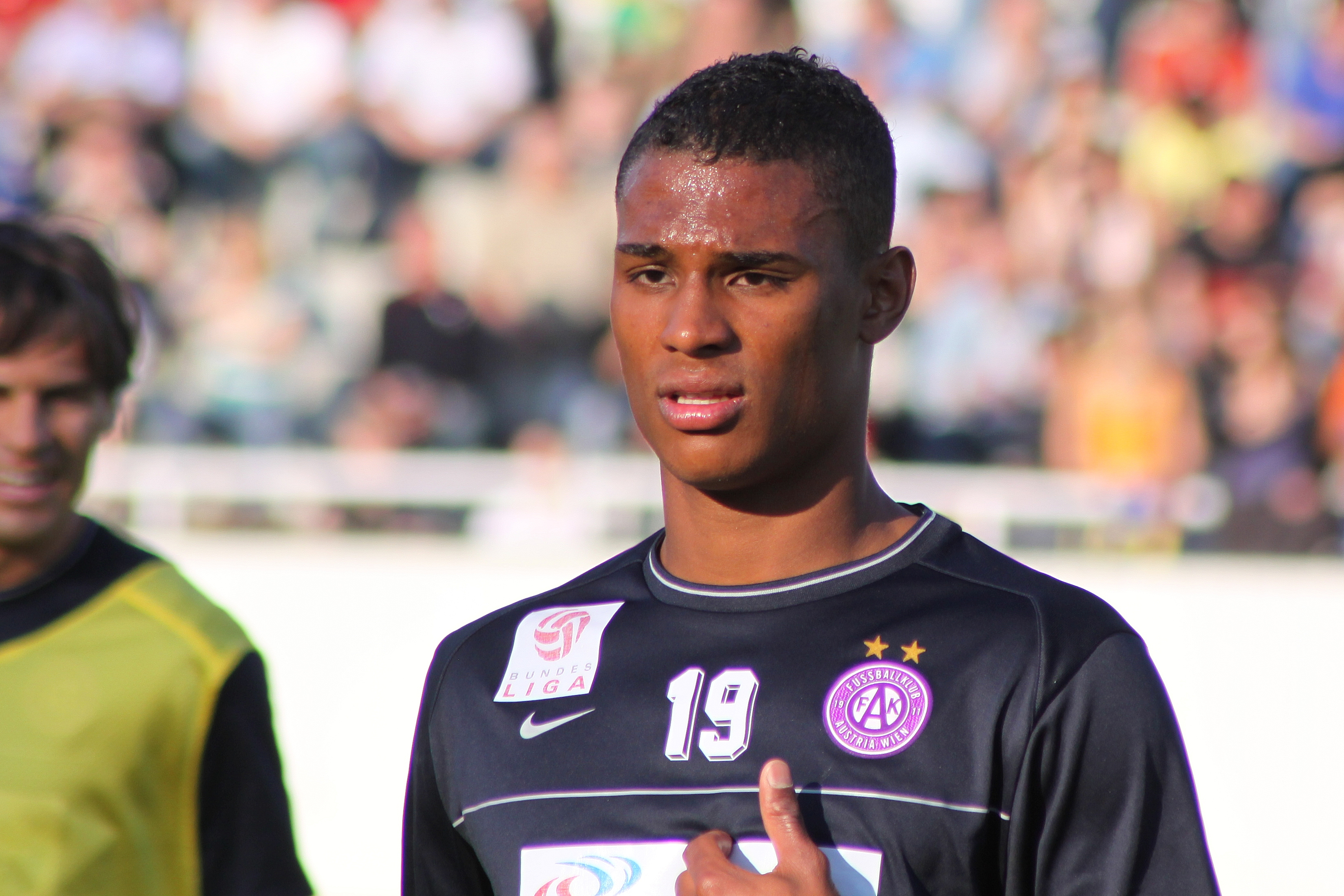
Окоті під час виступів за «Аустрію». 22 квітня 2009 року.

У дорослому футболі дебютував 2005 року виступами за другу команду «Аустрії» в Ерсте-лізі, в якій провів два сезони, взявши участь у 75 матчах чемпіонату. Більшість часу, проведеного у складі віденської команди, був основним гравцем атакувальної ланки команди.
Своєю грою Рубін привернув увагу представників тренерського штабу основної команди, до складу якої приєднався влітку 2007 року. 5 серпня 2007 року у матчі проти віденського «Рапіда» Окоті дебютував у австрійській Бундеслізі. 23 лютого 2008 року в поєдинку проти зальцбургського «Ред Булла» (3:1) він забив свій перший гол за «Аустрію». 16 травня 2009 року в поєдинку проти «Альтаха» (4:1) Окоті зробив перший в кар'єрі хет-трик. У тому ж році Рубін допоміг команді виграти Кубок Австрії, а також з 14 м'ячами став найкращим  бомбардиром команди.
Влітку 2010 році контракт Окоті з «Аустрією» закінчився і він перейшов у німецький «Нюрнберг». 18 грудня в матчі проти клубу «Ганновер 96» (3:1) він дебютував у німецькій Бундеслізі, проте закріпитись в основній команді австрієць не зумів і інколи виходив у матчах резервної команди, що грала у Регіоналлізі.
У 2011 році через високу конкуренцю Рубін на правах оренди перейшов у бельгійський «Сент-Трюйден». 13 серпня в матчі проти «Монса» (2:4) він дебютував у Жюпіле лізі. 15 жовтня в поєдинку проти «Беєрсхота» (2:3) Окоті забив свій перший гол за новий клуб.
На початку 2012 року Рубін повернувся в Австрію, де на правах оренди став  виступати за «Штурм». 25 лютого в матчі проти «Рапіда» (0:0) він дебютував за клуб з Граца. 8 квітня в поєдинку проти «Маттерсбурга» (2:0) Окоті забив свій перший гол за «Штурм». По завершенню сезону клуб викупив контракт футболіста.
Влітку 2013 року Окоті повернувся в рідну «Аустрію», де провів наступні півроку. За ці шість місяців Рубін забив 1 гол і втратив місце в основі. Для отримання ігрової практики на початку 2014 року він на правах оренди перейшов у данський «Сеннер'юск». 21 лютого в матчі проти «Вестшелланна» (4:0) Окоті дебютував у данській Суперлізі. У цьому ж поєдинку він зробив «дубль», забивши перші голи за нову команду. У 15 матчах за «Сеннер'юск» Рубін відзначився 11 разів.
Влітку 2014 року нападник покинув «Аустрію» і підписав дворічну угоду з німецьким клубом «Мюнхен 1860». 4 серпня в матчі проти «Кайзерслаутерна» він дебютував у Другій Бундеслізі. У цьому ж поєдинку він двічі відзначився, забивши перші голи за «львів». Наразі встиг відіграти за клуб з Мюнхена 57 матчів в національному чемпіонаті.

## Виступи за збірні
2005 року дебютував у формі юнацької збірної Австрії, взяв участь у 13 іграх на юнацькому рівні, відзначившись одним забитим голом. У її складі Окоті зайняв третє місце на юнацькому (U-19) чемпіонаті Європи 2006 року у Польщі.
Протягом 2006—2008 років залучався до складу молодіжної збірної Австрії. На молодіжному рівні зіграв у 16 офіційних матчах, забив 4 голи і зайняв четверте місце на молодіжному чемпіонаті світу 2007 року у Канаді.

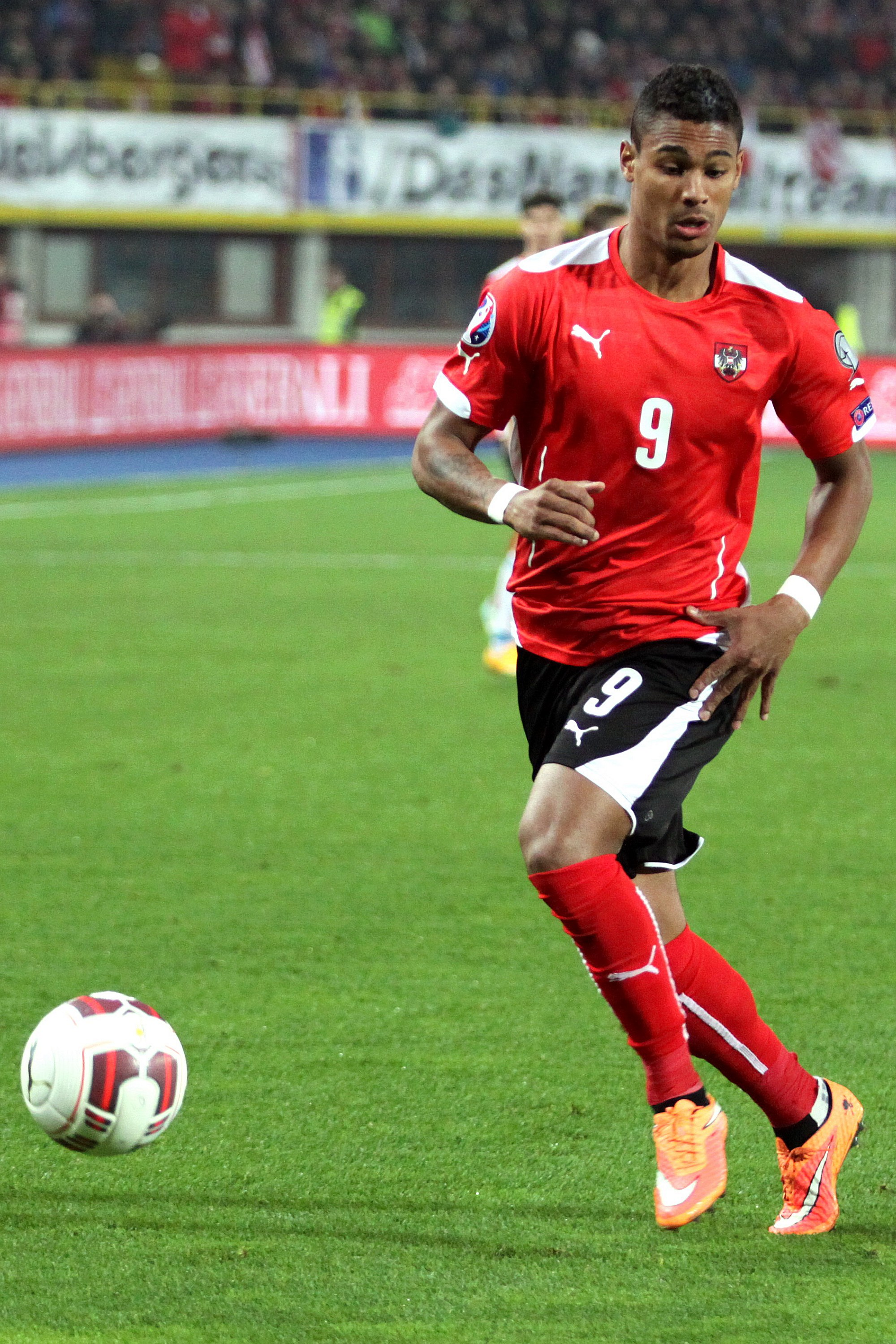
Рубін Окоті під час виступів за збірну Австрії. 18 листопада 2014 року.

19 листопада 2008 року дебютував в офіційних іграх у складі національної збірної Австрії у товариському матчі проти збірної Туреччини (2:4).
12 жовтня у відбірковому поєдинку чемпіонату Європи 2016 року проти збірної Чорногорії Окоті забив свій перший гол за національну команду, принісши своїй команді перемогу 1:0. За підсумками тієї кваліфікації австрійці пробилису у фінальну стадію Євро-2016, куди поїхав у Окоті.
Наразі провів у формі головної команди країни 16 матчів, забивши 2 голи.
| Дата       | Місто                  | Господарі  | Результат | Гості       | Турнір            | Голи | Примітки |
| ---------- | ---------------------- | ---------- | --------- | ----------- | ----------------- | ---- | -------- |
| 19-11-2008 | Відень                 | Австрія    | 2 – 4     | Туреччина   | товариський матч  | -    | 46'      |
| 11-02-2009 | Грац                   | Австрія    | 0 – 2     | Швеція      | товариський матч  | -    | 67'      |
| 01-04-2009 | Клагенфурт-ам-Вертерзе | Австрія    | 2 – 1     | Румунія     | Відбір до ЧЄ 2012 | -    | 54'      |
| 06-06-2009 | Белград                | Сербія     | 1 – 0     | Австрія     | Відбір до ЧЄ 2012 | -    | 56'      |
| 15-08-2012 | Відень                 | Австрія    | 2 – 0     | Туреччина   | товариський матч  | -    | 72'      |
| 08-09-2014 | Відень                 | Австрія    | 1 – 1     | Швеція      | Відбір до ЧЄ 2016 | -    | 69'      |
| 12-10-2014 | Відень                 | Австрія    | 1 – 0     | Чорногорія  | Відбір до ЧЄ 2016 | 1    | 24' 83'  |
| 15-11-2014 | Відень                 | Австрія    | 1 – 0     | Росія       | Відбір до ЧЄ 2016 | 1    | 59' 73'  |
| 18-11-2014 | Відень                 | Австрія    | 1 – 2     | Бразилія    | товариський матч  | -    | 6' 53'   |
| 14-06-2015 | Москва                 | Росія      | 0 – 1     | Австрія     | Відбір до ЧЄ 2016 | -    | 75'      |
| 05-09-2015 | Відень                 | Австрія    | 1 – 0     | Молдова     | Відбір до ЧЄ 2016 | -    | 84'      |
| 09-10-2015 | Подгориця              | Чорногорія | 2 – 3     | Австрія     | Відбір до ЧЄ 2016 | -    | 82'      |
| 12-10-2015 | Відень                 | Австрія    | 3 – 0     | Ліхтенштейн | Відбір до ЧЄ 2016 | -    | 64' 69'  |
| 17-11-2015 | Відень                 | Австрія    | 1 – 2     | Швейцарія   | товариський матч  | -    | 66'      |
| Усього     |                        | Матчів     | 14        |             | Голів             | 2    |          |

## Титули і досягнення

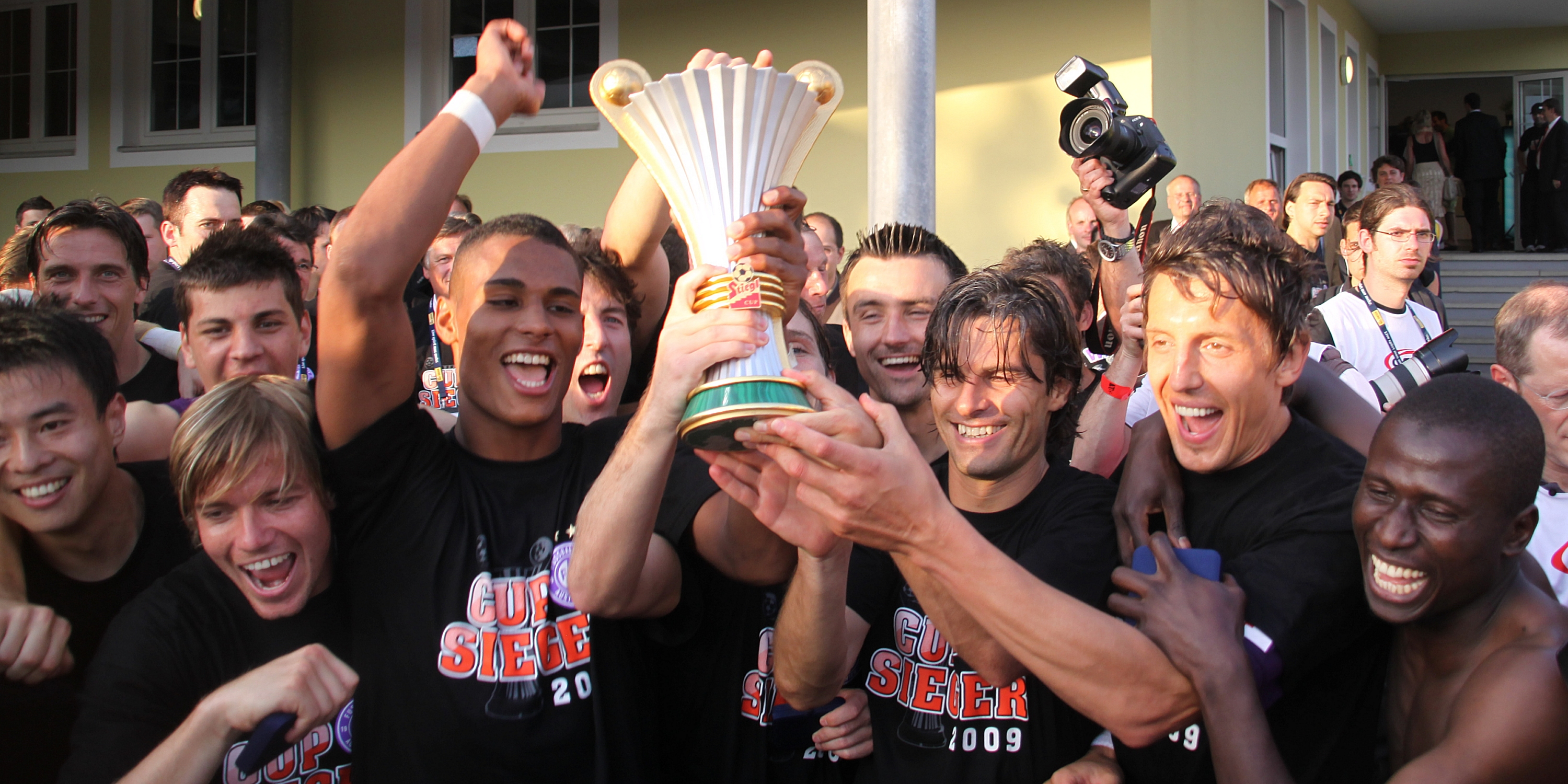
Окоті з партнерами святкує перемогу в Кубку Австрії. 24 травня 2009 року.

### Командні
- Володар Кубка Австрії (1):

«Аустрія» (Відень): 2009

### Особисті
- Найкращий бомбардир Кубку Австрії: 2008–09 (5 голів)